# Publicité Sauvage
 (juillet 2021).
La mise en forme du texte ne suit pas les recommandations de Wikipédia : il faut le « wikifier ».
Les points d'amélioration suivants sont les cas les plus fréquents :
- Les titres sont pré-formatés par le logiciel. Ils ne sont ni en capitales, ni en gras.
- Le texte ne doit pas être écrit en capitales (les noms de famille non plus), ni en gras, ni en italique, ni en « petit »…
- Le gras n'est utilisé que pour surligner le titre de l'article dans l'introduction, une seule fois.
- L'italique est rarement utilisé : mots en langue étrangère, titres d'œuvres, noms de bateaux, etc.
- Les citations ne sont pas en italique mais en corps de texte normal. Elles sont entourées par des guillemets français : « et ».
- Les listes à puces sont à éviter, des paragraphes rédigés étant largement préférés. Les tableaux sont à réserver à la présentation de données structurées (résultats, etc.).
- Les appels de note de bas de page (petits chiffres en exposant, introduits par l'outil «  Source ») sont à placer entre la fin de phrase et le point final[comme ça].
- Les liens internes (vers d'autres articles de Wikipédia) sont à choisir avec parcimonie. Créez des liens vers des articles approfondissant le sujet. Les termes génériques sans rapport avec le sujet sont à éviter, ainsi que les répétitions de liens vers un même terme.
- Les liens externes sont à placer uniquement dans une section « Liens externes », à la fin de l'article. Ces liens sont à choisir avec parcimonie suivant les règles définies. Si un lien sert de source à l'article, son insertion dans le texte est à faire par les notes de bas de page.
- La présentation des références doit suivre les conventions bibliographiques. Il est recommandé d'utiliser les modèles {{Ouvrage}}, {{Chapitre}}, {{Article}}, {{Lien web}} et/ou {{Bibliographie}}. Le mode d'édition visuel peut mettre en forme automatiquement les références.
- Insérer une infobox (cadre d'informations à droite) n'est pas obligatoire pour parachever la mise en page.

Pour une aide détaillée, merci de consulter Aide:Wikification.
Si vous pensez que ces points ont été résolus, vous pouvez retirer ce bandeau et améliorer la mise en forme d'un autre article.
Publicité Sauvage (fondée en 1985) est une entreprise d'affichage à Montréal.

## Historique
Publicité Sauvage est fondée en 1985 par Baudoin Wart à Montréal, alors que l’affichage sauvage est illégal. 
En 1992, Publicité Sauvage dépose un projet de législation de l’affichage sur les chantiers de construction et obtient ce droit en 1994.
En 2007, Publicité Sauvage devient partenaire officiel pour le dépôt légal des affiches de tous ses clients à la Bibliothèque et Archives nationales du Québec.
En 2012, Publicité Sauvage fête son 25 ans et demi en publiant un livre sous la direction de Marc H. Choko racontant son histoire avec plus de 400 affiches tirées de sa collection, et en présentant 15 expositions dans 15 lieux qui ont marqué Montréal. Une affiche d'Alfred Halasa souligne cet anniversaire.
En 2015, Baudoin Wart signe le livre d’or de la Ville de Montréal, en reconnaissance d'avoir créé un réseau d’affichage pour les arts et la culture.

## Réalisations
Parmi les clients notables de Publicité sauvage, se retrouvent Perrier, Banque Nationale, Énergir,Télé-Québec, Fonderie Darling, DoorDash, Explora, Yves Rocher, Casino de Montréal, Folio, Radio Radio, SEPAQ, et IKEA